# Argyractis odoalis
Argyractis odoalis là một loài bướm đêm trong họ Crambidae.